# Николай Найденов
Николай Найденов е български волейболист. Роден на 22 април 1974 г., той е висок 200 см и тежи 90 kg. Играе в Левски Сиконко. През 2006 година е част от националния отбор по волейбол, когато съпругата му Ани и единственото му дете – дъщеря му Никол преживяват тежка катастрофа. В катастрофата на 01.07.2006 загива Никол. В автомобила управляван от Ани се возят още Данила Иванова – съпруга на друг наш национал – Светозар Иванов и двете им деца Яна (7 години) и Лъчезар (2 години и 9 месеца). При същата тази катастрофа, но след 18 дни в кома загива и Яна Иванова. Няма и година (19.06.2007) след загубата на дъщеря си Николай и Ани Найденови си раждат момче – Йоан.
„Много хора казват, че Господ само взема, а не дава. Но приятелите твърдяха, че на нас определено има да ни връща. Така че го приемам като реванш на съдбата. Е, никой не е очаквал, че ще стане така бързо. От загубата на Никол не е минала и година. Но това ни крепи.“ – каза Ники Найденов усмихвайки се след раждането на сина му.
Състезава се за Омония (Никозия, Кипър)